# Bataille de Dubravnica
Guerres turco-serbes
La bataille de Dubravnica s'est déroulée en 1381 entre un contingent de l'armée ottomane et l'armée serbe dirigée par Crep Vukoslavić.

## Bataille
La bataille de Dubravnica a été la première mention historique de tout mouvement ottoman sur le territoire du prince Lazar[réf. nécessaire]. L'armée serbe est sortie victorieuse, bien que les détails de la bataille elle-même soient rares. Après cette bataille, les Turcs ne s'aventurent en Serbie qu'en 1386, lorsque leurs armées furent mises en déroute près de Pločnik.

### Sources
- Sima Ćirković, The Serbs, Malden, Blackwell Publishing, 2004 (lire en ligne)